# Каневчева къща (Охрид)
 Тази статия е за къщата в Охрид.  За къщата в Струга вижте Каневчева къща (Струга).  
Каневчевата или Крапчевата къща (на македонска литературна норма: Каневчева куќа) е възрожденска къща в град Охрид, Северна Македония. Сградата е обявена за значимо културно наследство на Северна Македония.

## История
Къщата е разположена във Вароша на улица „Илинденска“ („Папарница“) № 32, веднага южно от катедралата „Света София“. Била е собственост на семейство Каневчеви с прякор Крапче, които се занимавали с рибарство. Къщата е отличен представител на градската архитектура от XIX век, при който строителите демонстрират творчестно на минимален простор. Има приземен етаж и два ката. Приземието е от камък, а етажите нагоре са с паянтова дървена конструкция. Покривът е с турски керемиди. Каменният западен зид е с ширина камо 2,62 m и оформя ромбоидния обем на изток и прави западната фасада една от най-известните гледки на Охрид. Катовете са с еркери и подпряни с вути, така че използваемата площ на първия и втория етаж се увеличава. Оригиналното функционално разпределение на помещенията не е запазено. Първоначално в приземието стълбище разделяло пространството на две помещения с икономическа функция с преградни дървени стени, като обектът е бил функционално свързан със съседния. На първия етаж е имало две стаи за живеене, а цялото пространство на втория етаж е било във вид на затворен чардак, който се използвал през лятото и за празненства. Фасадата е характерна за охридската архитектура – боядисана в бяло с изразена симетрия и ритмика на прозоречните отвори и стените, дървени обшивки по ъглите и около прозорците. Най-характерният елемент е заобленият тимпанон на запад, който увеличава пространствената структура на къщата и хармонизира зидовете. Стрехата е богато профилирани. Къщата е ремонтирана в 1968 година и в 1999 година, когато са консервирани фасадите, обшивките и тимпанонът.